# Blocs Carrera Cejudo
Blocs Carrera Cejudo és una obra de Lleida inclosa a l'Inventari del Patrimoni Arquitectònic de Catalunya.

## Descripció
Implantació urbana formada per tres blocs: un de més alt de planta baixa i sis pisos, amb un cap de set pisos; dos de més baixos de planta baixa i tres pisos. De concepció eclèctica, conforma una plaça central, amb accés per porxo. A la façana principal (bloc més alt) aquest porxo es perllonga tot l'edifici, sustentant les terrasses de planta baixa.
Distribució de les obertures estrictament funcional. Ràfecs a planta baixa i última planta. Parets de càrrega i teula àrab.

## Història
El solar fou una donació de l'Ajuntament de Lleida.